# Campionati mondiali di canoa/kayak 2015
I Campionati mondiali di canoa/kayak 2015 sono stati la 37ª edizione della manifestazione. Si sono svolti a Milano, in Italia, dal 19 al 23 agosto 2015. Si tratta della seconda edizione organizzata presso la città meneghina dopo quella del 1999; la sede delle gare è stata, come nel 1999, l'idroscalo di Milano.

## Medagliere
| Pos. | Paese         | Oro | Argento | Bronzo | Totale |
| ---- | ------------- | --- | ------- | ------ | ------ |
| 1    | Bielorussia   | 5   | 2       | 3      | 10     |
| 2    | Germania      | 4   | 2       | 4      | 10     |
| 3    | Ungheria      | 3   | 6       | 4      | 13     |
| 4    | Russia        | 2   | 2       | 1      | 5      |
| 5    | Australia     | 2   | 1       | 0      | 3      |
| 6    | Danimarca     | 2   | 0       | 0      | 2      |
| 6    | Nuova Zelanda | 2   | 0       | 0      | 2      |
| 8    | Rep. Ceca     | 1   | 2       | 1      | 4      |
| 9    | Brasile       | 1   | 0       | 1      | 2      |
| 9    | Canada        | 1   | 0       | 1      | 2      |
| 11   | Bulgaria      | 1   | 0       | 0      | 1      |
| 11   | Romania       | 1   | 0       | 0      | 1      |
| 11   | Slovacchia    | 1   | 0       | 0      | 1      |
| 14   | Polonia       | 0   | 2       | 2      | 4      |
| 14   | Serbia        | 0   | 2       | 2      | 4      |
| 16   | Spagna        | 0   | 2       | 1      | 3      |
| 17   | Cina          | 0   | 1       | 1      | 2      |
| 17   | Moldavia      | 0   | 1       | 1      | 2      |
| 17   | Ucraina       | 0   | 1       | 1      | 2      |
| 20   | Francia       | 0   | 1       | 0      | 1      |
| 20   | Gran Bretagna | 0   | 1       | 0      | 1      |
| 22   | Portogallo    | 0   | 1       | 0      | 1      |
| 22   | Svezia        | 0   | 1       | 0      | 1      |
| 22   | Stati Uniti   | 0   | 1       | 0      | 1      |

## Podi

### Uomini
| Evento      | Oro                                                          | Perform. | Argento                                                                   | Perform. | Bronzo                                                      | Perform. |
| Canoa       |                                                              |          |                                                                           |          |                                                             |          |
| C1 - 200 m  | Artsem Kozyr                                                 | 38.605   | Li Qiang                                                                  | 38.815   | Isaquias Queiroz                                            | 38.915   |
| C1 - 500 m  | Martin Fuksa                                                 | 1:51.004 | Oleg Tarnovschi                                                           | 1:51.670 | Maksim Piatrou                                              | 1:53.130 |
| C1 - 1000 m | Sebastian Brendel                                            | 3:48.956 | Martin Fuksa                                                              | 3:48.973 | Serghei Tarnovschi                                          | 3:51.583 |
| C1 - 5000 m | Sebastian Brendel                                            | 23:03.32 | Martin Antonio Campos                                                     | 23:04.30 | Mateusz Kamiński                                            | 23:05.54 |
| C2 - 200 m  | Russia Alexey Korovashkov Ivan Shtyl                         | 36.347   | Bielorussia Hleb Saladhuka Dzianis Makhlai                                | 37.516   | Germania Stefan Holtz Robert Nuck                           | 37.750   |
| C2 - 500 m  | Russia Pavel Petrov Mikhail Pavlov                           | 1:42.035 | Polonia Wiktor Głazunow Vincent Słomiński                                 | 1:42.575 | Ucraina Dmytro Ianchuk Taras Mishchuk                       | 1:42.759 |
| C2 - 1000 m | Brasile Erlon Silva Isaquias Queiroz                         | 3:38.508 | Ungheria Henrik Vasbányai Róbert Mike                                     | 3:38.836 | Polonia Piotr Kuleta Marcin Grzybowski                      | 3:39.305 |
| C4 - 1000 m | Romania Leonid Carp Petre Condrat Josif Chirilă Stefan Strat | 3:23.202 | Ucraina Denys Kovalenko Denys Kamerylov Vitaliy Vergeles Eduard Shemetylo | 3:23.882 | Ungheria Pál Sarudi Tamás Kiss András Vass Dávid Varga      | 3:24.442 |
| Kayak       |                                                              |          |                                                                           |          |                                                             |          |
| K1 - 200 m  | Mark de Jonge                                                | 34.801   | Maxime Beaumont                                                           | 34.993   | Petter Menning                                              | 35.002   |
| K1 - 500 m  | René Holten Poulsen                                          | 1:39.407 | Tom Liebscher                                                             | 1:39.893 | Roman Anoshkin                                              | 1:40.770 |
| K1 - 1000 m | René Holten Poulsen                                          | 3:25.815 | Josef Dostál                                                              | 3:26.298 | Fernando Pimenta                                            | 3:26.535 |
| K1 - 5000 m | Ken Wallace                                                  | 19:54.46 | Max Hoff                                                                  | 19:57.57 | Aleh Yurenia                                                | 20:11.91 |
| K2 - 200 m  | Ungheria Sándor Tótka Péter Molnár                           | 30.935   | Russia Yury Postrigay Alexander Dyachenko                                 | 30.966   | Serbia Nebojša Grujić Marko Novaković                       | 31.046   |
| K2 - 500 m  | Australia Ken Wallace Lachlan Tame                           | 1:29.216 | Spagna Marcus Walz Diego Cosgaya                                          | 1:30.004 | Ungheria Dávid Hérics Tamás Somorácz                        | 1:30.524 |
| K2 - 1000 m | Germania Max Rendschmidt Marcus Groß                         | 3:10.175 | Australia Ken Wallace Lachlan Tame                                        | 3:11.132 | Serbia Marko Tomićević Milenko Zorić                        | 3:11.502 |
| K4 - 1000 m | Slovacchia Denis Myšák Erik Vlček Juraj Tarr Tibor Linka     | 2:56.102 | Ungheria Zoltán Kammerer Dávid Tóth Tamás Kulifai Dániel Pauman           | 2:56.902 | Rep. Ceca Daniel Havel Lukáš Trefil Josef Dostál Jan Štěrba | 2:58.139 |

### Donne
| Evento      | Oro                                                                                   | Perform. | Argento                                                                 | Perform. | Bronzo                                                          | Perform. |
| Canoa       |                                                                                       |          |                                                                         |          |                                                                 |          |
| C1 - 200 m  | Staniliya Stamenova                                                                   | 48.717   | Kincső Takács                                                           | 48.817   | Kamila Bobr                                                     | 49.225   |
| C2 - 500 m  | Bielorussia Daryna Kastsiuchenka Kamila Bobr                                          | 2:00.675 | Russia Maria Kazakova Olesia Romasenko                                  | 2:01.798 | Ungheria Kincsö Takács Zsanett Lakatos                          | 2:02.798 |
| Kayak       |                                                                                       |          |                                                                         |          |                                                                 |          |
| K1 - 200 m  | Lisa Carrington                                                                       | 40.060   | Marta Walczykiewicz                                                     | 40.700   | Teresa Portela                                                  | 41.248   |
| K1 - 500 m  | Lisa Carrington                                                                       | 1:49.398 | Anna Kárász                                                             | 1:51.125 | Zhou Yu                                                         | 1:51.478 |
| K1 - 1000 m | Erika Medveczky                                                                       | 4:04.037 | Kristina Bedeč                                                          | 4:06.397 | Margaret Hogan                                                  | 4:07.414 |
| K1 - 5000 m | Maryna Litvinchuk                                                                     | 22:36.06 | Lani Belcher                                                            | 22:40.02 | Émilie Fournel                                                  | 22:43.59 |
| K2 - 200 m  | Bielorussia Marharyta Tsishkevich Maryna Litvinchuk                                   | 38.477   | Ungheria Luca Homonnai Natasa Dusev-Janics                              | 38.659   | Germania Sabrina Hering Steffi Kriegerstein                     | 39.488   |
| K2 - 500 m  | Ungheria Gabriella Szabó Danuta Kozák                                                 | 1:39.865 | Serbia Milica Starović Dalma Ružičić-Benedek                            | 1:41.075 | Germania Franziska Weber Tina Dietze                            | 1:41.335 |
| K2 - 1000 m | Germania Sabrina Hering Steffi Kriegerstein                                           | 3:37.646 | Bielorussia Sofiya Yurchanka Aleksandra Grishina                        | 3:38:699 | Ungheria Alíz Sarudi Dóra Bodonyi                               | 3:41:089 |
| K4 - 500 m  | Bielorussia Marharyta Tsishkevich Nadzeya Liapeshka Volha Khudzenka Maryna Litvinchuk | 1:33.953 | Ungheria Gabriella Szabó Danuta Kozák Krisztina Fazekas Zur Anna Kárász | 1:34.267 | Germania Franziska Weber Conny Waßmuth Verena Hantl Tina Dietze | 1:34.890 |